# شادی‌لی
شادی‌لی (ترکی آذربایجانی: Şadılı) یک منطقهٔ مسکونی در جمهوری آرتساخ است که در استان شاهومیان واقع شده‌است. شادی‌لی ۵۷۹ نفر جمعیت دارد.